# 曾秀保
曾秀保（1959年3月6日—2024年5月25日），臺灣廚師，人稱保師傅。曾任亞都麗緻大飯店天香樓行政主廚、中華民國國宴主廚、國家級中餐檢定及各大料理大賽評審，著有《大廚在我家》系列暢銷食譜。

## 生平
曾秀保出身於川菜世家，父親曾少林為經營川菜館的名廚、母親經營台式古早麵店，因為從小喜歡吃、不喜歡讀書而對烹飪充滿興趣，十六歲國中畢業後跟隨首席川揚大師王玉璋學習做點心，初入職場工作不穩，曾在餐廳工作兩天就面臨餐廳倒閉，或是因餐廳發不出薪水而三餐不定，入行七年就換了十二個老闆。1975年在「青城川菜毛肚火鍋」學習。1979年，亞都飯店開幕，兩年後曾秀保進入亞都任職，獲總裁嚴長壽提攜，開始接觸湘菜與江浙料理，1988年亞都飯店成立天香樓，改走杭州菜路線。曾秀保廣泛涉獵其他廚門而出國進修，前往香港天香樓拜杭州菜大師韓桐椿為師，習得正宗技法，進而升任飯店行政主廚。另涉獵法國料理基本技巧、遠赴泰國皇室酒店觀摩泰國香料與味道，於研發開胃小菜的過程中獨創梅汁蕃茄、引進糖心燻蛋。歷任香港美食之最大賞、國際牛肉麵節、台北廚王爭霸、中華民國技能競賽等活動評審以及中華民國國宴主廚，期間曾赴南非、汶萊、馬來西亞等地進行廚藝指導。2024年3月，因肺炎入院裝上葉克膜急救，同年5月25日因心室震顫病逝，享壽65歲。

## 家庭
曾秀保的妻子王瑞瑤為臺灣資深美食記者、美食評論家，中國廣播公司美食節目「超級美食家」主持人。

## 外部連結
- 曾秀保 新傳媒學苑講師介紹 （页面存档备份，存于）
- 曾秀保的Facebook專頁
- 曾秀保 捍衛傳承中華味的大俠 （页面存档备份，存于）